# Zonitis angulata
Zonitis angulata es una especie de coleóptero de la familia Meloidae.

## Distribución geográfica
Habita en los territorios que antes se llamaban Nueva Ámsterdam Estados Unidos.